# توم دوغرتي
توم دوغرتي (بالإنجليزية: Tom Dougherty)‏ هو لاعب كرة قاعدة أمريكي، ولد في 30 مايو 1881 في شيكاغو في الولايات المتحدة، وتوفي في 6 نوفمبر 1953 في ميلواكي في الولايات المتحدة.